# Danmark runt
Danmark runt (Danmark rundt) är en dansk cykeltävling, som sedan 2020 ingår i UCI ProSeries (dessförinnan i UCI Europe Tour sedan 2005, kategoriserat som 2.HC). Loppet har PostNord Danmark som huvudsponsor, och heter officiellt PostNord Danmark Rundt (2023).
Tävlingen består av fem etapper på fem dagar och utkämpas mellan 20 lag med sju ryttare vardera (2023). Utöver totalsegrare och etappvinnare koras även vinnare av lagtävlingen, poängtröjan, ungdomströjan (för deltagare som fyller högst 22 år under året som tävlingen avhålls), backtröjan och fighter-tröjan.
Första upplagan av etapploppet Danmark rundt avhölls 1985. Det föregicks av två upplagor 1983 och 1984 bestående av en sammanställning av resultaten i en vecka med kriterielopp.

## Segrare[4]
- 2024  Arnaud De Lie
- 2023  Mads Pedersen
- 2022  Christophe Laporte
- 2021  Remco Evenepoel
- 2020 ingen tävling
- 2019  Niklas Larsen
- 2018  Wout van Aert
- 2017  Mads Pedersen
- 2016  Michael Valgren
- 2015  Christopher Juul-Jensen
- 2014  Michael Valgren
- 2013  Wilco Kelderman
- 2012  Lieuwe Westra
- 2011  Simon Gerrans
- 2010  Jakob Fuglsang
- 2009  Jakob Fuglsang
- 2008  Jakob Fuglsang
- 2007  Kurt-Asle Arvesen
- 2006  Fabian Cancellara
- 2005  Ivan Basso
- 2004  Kurt-Asle Arvesen
- 2003  Sebastian Lang
- 2002  Jakob Piil
- 2001  David Millar
- 2000  Rolf Sørensen
- 1999  Tyler Hamilton
- 1998  Marc Streel
- 1997  Servais Knaven
- 1996  Fabrizio Guidi
- 1995  Bjarne Riis
- 1989-1994 ingen tävling
- 1988  Phil Anderson
- 1987  Kim Andersen
- 1986  Jesper Worre
- 1985  Moreno Argentin
- (1984  Kim Andersen)
- (1983  Kim Andersen)